# Фэрхерст, Уильям
Уильям Алберт Фэрхерст (англ. William Albert Fairhurst; 21 августа 1903, Олдерли-Эдж, Чешир, Англия — 13 марта 1982, Хауик, Новая Зеландия) — новозеландский, ранее шотландский шахматист, международный мастер (1951).
11-кратный чемпион Шотландии (1932—1962). Чемпион Великобритании (1937). На международном турнире в Скарборо (1927) — 2—3-е место. Сыграл вничью матч с Э. Элисказесом (Глазго, 1933): +1 −1 =4. Участник 6 олимпиад (1933, 1956, 1958, 1964—1968) в составе команды Шотландии и Олимпиады 1974 в составе команды Новой Зеландии. Участник матчей СССР — Великобритания (1946, 1947, 1954). В течение ряда лет президент Шахматной федерации Шотландии.